# Gouvernement Rodríguez-Vigil
 Asturies
de Silva II Trevín
Le gouvernement Rodríguez-Vigil est le gouvernement des Asturies entre le 12 juillet 1991 et le 24 juin 1993, durant la IIIe législature de la Junte générale de la principauté des Asturies. Il est présidé par Juan Luis Rodríguez-Vigil.

## Composition
| Fonction                                                             | Titulaire | Titulaire                          | Parti    |
| -------------------------------------------------------------------- | --------- | ---------------------------------- | -------- |
| Président                                                            |           | Juan Luis Rodríguez-Vigil Rubio    | FSA-PSOE |
| Conseiller à l'Intérieur et aux Administrations publiques            |           | Bernardo Fernández Pérez           | FSA-PSOE |
| Conseiller aux Finances, à l'Économie et à la Planification          |           | Avelino Viejo Fernández            | FSA-PSOE |
| Conseillère à l'Éducation, à la Culture, aux Sports et à la Jeunesse |           | María Antonia Fernández Felgueroso | FSA-PSOE |
| Conseiller à la Santé et aux Services sociaux                        |           | José García González               | FSA-PSOE |
| Conseiller aux Infrastructures et au Logement                        |           | Juan Ramón Zapico García           | FSA-PSOE |
| Conseiller au Milieu rural et à la Pêche                             |           | Felipe Fernández Fernández         | FSA-PSOE |
| Conseiller à l'Industrie, au Tourisme et à l'Emploi                  |           | Víctor Zapico Zapico               | FSA-PSOE |
| Conseillère à l'Environnement et à l'Urbanisme                       |           | María Luisa Carcedo Roces          | FSA-PSOE |